# Rudolf von Pelargus
Rudolf Oskar Wladimir (von) Pelargus  (* 10. September 1853 in Schuscha (Transkaukasien, Russisches Kaiserreich); † 25. Dezember 1923) war Senatspräsident beim Reichsgericht.

## Leben
Er war der Sohn des Kaufmanns Gustav Pelargus aus Stuttgart und Natalie Walling aus Baltischport. Nach dem Besuch des Gymnasiums in Stuttgart studierte er in Tübingen Rechtswissenschaften. Der Württemberger leistete seinen Amtseid auf den Landesherrn 1874 und wurde Referendar. 1879 wurde er Amtsrichter und 1883 Landrichter in Ellwangen. 1891 beförderte man ihn zum Landgerichtsrat in Heilbronn. 1898 wurde er Oberlandesgerichtsrat in Stuttgart. 1899 kam er an das Reichsgericht, zunächst in den VI. Zivilsenat des Reichsgerichts. Ab 1900 gehörte er dem I. Strafsenats an. 1910 folgte die Ernennung zum Präsidenten des III. Strafsenats. Er leitet den Prozess gegen den Kapp-Putschisten v. Jagow:
„Der Verhandlungsleiter, Herr v. Pelargus, war zuzeiten überhaupt nicht bei der Sache. Zweimal war er den Ausführungen der Verteidiger zu wenig gefolgt, um gewahr zu werden, daß diese eine Frage an ihn gerichtet hatten. Dann wieder stellte Herr v. Pelargus an einen Zeugen die Frage, ob Kapp ihm schon 1917 von seinen hochverräterischen Absichten gesprochen habe. Schon 1917!“. Er musste am 1. Dezember 1923 in den Ruhestand treten.

## Werke
- Das Erbrecht des Bürgerlichen Gesetzbuchs für das Deutsche Reich : Ein Hand- und Nachschlagebuch für jedermann, Stuttgart, 1899 (Digitalisat des MPIER).